# Temara
Temara (in arabo تمارة‎?, Témara; in berbero: ⵜⵎⴰⵔⴰ, Témara) è una città costiera del Marocco, nella prefettura di Skhirat-Témara, nella regione di Rabat-Salé-Kenitra. Temara si trova a 15 km a sud di Rabat sull'Oceano Atlantico. È gemellata con Saint-Germain-en-Laye in Francia. La città ha diverse spiagge ed un piccolo porto.

## Storia
Temara è stata fondata nel XII secolo (1130-1163) dal Califfo Almohade 'Abd al-Mu'min, che vi ha costruito una moschea. Cinque secoli dopo, Mulay Ismail ha costruito l'attuale muro e ha reso Temara una ribat (caserma) intorno alla Moschea. Successivamente, Mulay Abd ar-Rahman (1822-1859) e Mulay Abdul Aziz (1894-1908) l'hanno terminata (Kasbah de guiche Oudaïa), trasformandola in campi militari e religiosi.

## Economia
Temara è lungo la strada nazionale 1 che collega le due città principali del Marocco, Rabat, la capitale, e Casablanca, la maggiore città del Paese. A Temara sono presenti due zone industriali. La prima si trova verso Casablanca e, con un'area totale di 120 ettari, allargabile a 300 ettari comprende 55 unità industriali e diversi settori industriali (tessile, stampa, alimentare). La seconda zona industriale è verso la fine della città, in direzione di Rabat, la zona Attasnia, che, con un totale di 20 ettari contiene 23 unità industriali (tessile, elettronica, chimica).

## Popolazione
La popolazione secoli fa era costituita dalle tribù Zaer e da diverse tribù dell'Oudaya (gruppi militari provenienti da differenti regioni del Marocco sono stati portati dal Sultano, in cambio del servizio militare il Sultano gli concedeva il diritto a coltivare la terra). Oggi la popolazione è composta da tutte le etnie del Marocco, a causa della forte immigrazione vissuta dalla città e dai suoi sobborghi, sono presenti arabi e vari popoli amazigh (rifiani, chleuhs e hassani). L'età della maggioranza della popolazione è sotto i venti anni con una significativa crescita demografica.

## Amministrazione

### Gemellaggi
Saint-Germain-en-Laye - Francia, dal 1982.